# 住吉秀松
住吉 秀松（すみよし ひでまつ、1872年4月5日（明治5年2月28日）- 1928年（昭和3年）10月8日:15）は、広島県出身の実業家。日本統治時代の台湾で土木建築請負業の住吉組を興したほか:54、当時の自治組織だった台南市協議会員:10を務めた。また、民間の消防団「台南消防組」で市内の防災に貢献したことから、現地では「台南消防の父」として知られている。

## 経歴

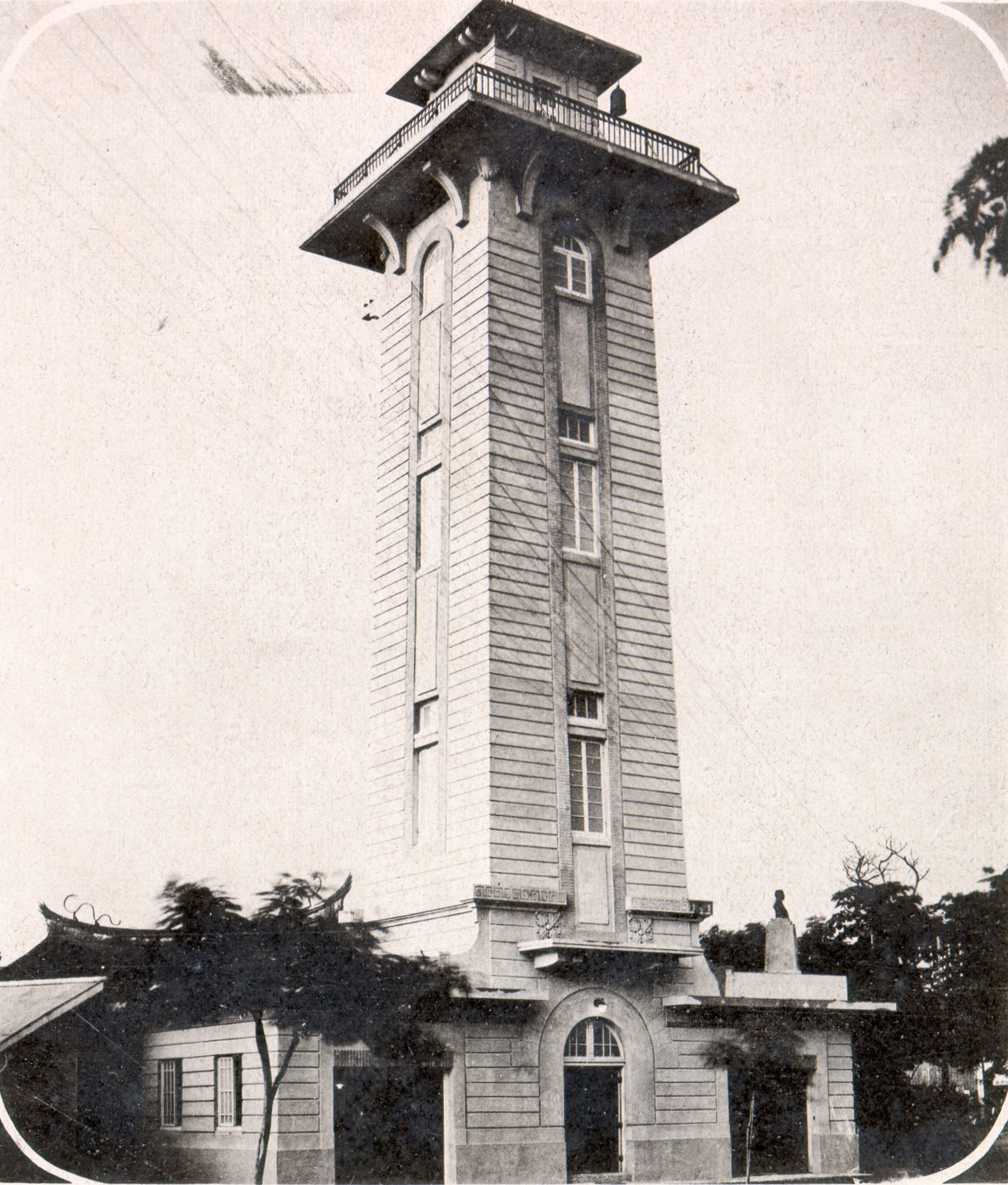
合同庁舎となる前の御大典紀念塔。火の見櫓右手の低層階屋上に秀松像が確認できる（1930年）

1872年、広島県賀茂郡広村（現在の呉市広地区）で出生。
1900年（明治33）に台湾へ移り、鹿島組（現在の鹿島建設）で鉄道などのインフラ建設に従事(p9)、後年独立し、台南で住吉組を設立する。
1920年（大正9）、有限責任信用組合台南興信社（台南市白金町）理事に就任するとともに、「台南土木建築請負業組合」の相談役（建設業公会顧問）となった:54。
1922年（大正11）、興信社理事を退き、「台南土木建築請負業組合」の「組合長」となった:54。
1925年（大正14）、台南商工会評議員および台湾漁業株式会社監査役となる:54。
このほか、住吉は「台南消防組」設立と密接な関係がある:10。
台南消防組は1919年（大正8）に既に設立されていた。市内では初の民間消防団であり、秀松は「頭取」を務め、消防車を寄贈したり、台南合同庁舎の火の見櫓（2019年に消防史料館となっている）建設費用を寄付するなど、慈善家としても知られていた(p41)。1927年（昭和2）6月10日、台湾総督府警務局は台湾島消防会議を招集、同時に台湾消防協会が設立された:15:55。住吉も加入しており、設立時会員33名に名を連ねている:15:55。
1920年（大正9）から1928年（昭和3）まで台南市協議会員も務めている。

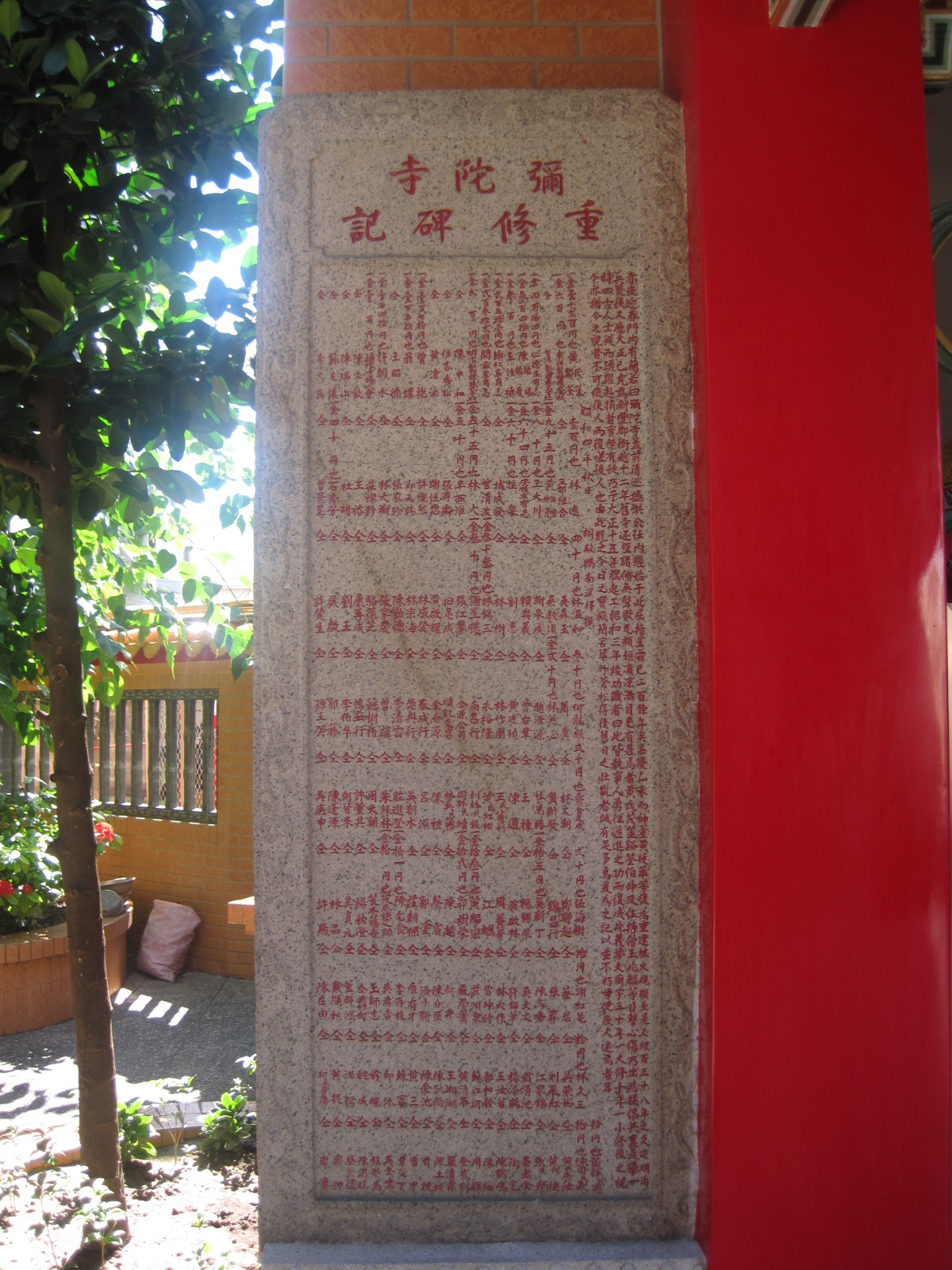
台南彌陀寺再建碑。最上段に秀松の名を確認できる。

台南市内の台南彌陀寺は1928年に再建される際に生前の秀松が費用の寄付人の一人に名を連ねており、寺の再建後に建てられた寄付者の石碑に秀松の氏名が確認できる。
1928年10月8日に病死。享年56歳。10月15日に告別式が執り行われた。西本願寺予定地だった日本人墓地に埋葬された:15:55。
消防組は秀松死去後に半身像を製作している:15:55，台湾日日新報の『銅像安置』報道によると、この銅像は大阪の今村銅器鋳造所へ発注され、
1929年（昭和4）10月18日には台南州庁前の消防詰所内に像が安置されている。
1930年（昭和5）5月8日、銅像は「台南市消防組詰所望火楼左角消防器具置場」の屋上に移設された:48、55。
また、秀松の墓碑は戦後も台南の日本人墓地にあり続けたが、台湾籍の住吉組元従業員が秀松の家族に委託され手入れしていた。1980年代に墓地が移転するのに伴い、元従業員の手元で保管され、後述の訪台した家族と邂逅することになった。墓碑は国立台湾歴史博物館が鑑定後に収蔵される見通し(p41)。

### 受章
褒状（木杯）

### 住吉組
住吉組は秀松が設立した中規模の土建業者。
本店は台南市に所在し、台北州台北市に支店、宜蘭街（現・宜蘭県宜蘭市）、集集街（現・南投県集集鎮）、大甲街（現・台中市大甲区）などに出張所を構えていた(p56)。他にも九曲堂（現・高雄市大樹区）では煉瓦製造工場を所有していた:54。
主な施工物件
- 台南勧業協会のオフィス[注釈 8]（現・台南永福路孫宅（中国語版）。2016年に市の歴史建築に登録されている[17]。）
- 台湾総督府交通局鉄道部宿舎[18]）
- 烏山頭水庫資材運搬道路[7](p8)
- 嘉南大圳北幹線朴子渓渡槽橋[7](p6)
- 台北橋[7](p9)
- 総督府鉄道縦貫線（現・台湾鉄路管理局海岸線）
  - 苑裡駅と大肚駅間[7](p9)
  - 下大甲渓橋（中国語版）[19][7](p9)
- 宜蘭線[20]
- 台南警察署（現・台南市美術館1館）[9](p41)

などで施工を担当している。
秀松の死去後は長男の勇三が経営を継いだ。その後1935年に中井組の中井清枝に経営が引き継がれている。

## 家族
秀松の出生した広島には織田信長の血縁を有する親族がいたとされ、住吉家の家紋は織田氏の五瓜唐花を踏襲していた。
住吉秀松と妻の多津は2男4女をもうけた。長男の勇三は秀松の没後に住吉組を継いだ。
長女は台南測候所の第7代所長兼阿里山高山観測所所長だった近藤石象に嫁いだ。
三女は戦前台南の高級料亭鶯料理を経営していた天野家の次男に嫁ぎ:13、2男をもうけた:13。
次男は戦後日本に引き揚げたが2019年4月14日に家族とともに訪台、旧居を参観している。
その翌日には旧合同庁舎を修復した消防史料館開幕に立ち会い、台南市政府消防局に寄付をおこなっている。

## 旧居
秀松の旧居は市内青年路と興華街の交差点、東市場付近にあり、第二次世界大戦後は国民政府が接収、軍人薛岳の宿舎として使われた。
その後、財界人の高錦徳（-2008）が薛岳から権利を買い取り、土地も入手した。建物の保存状態は良好で、住吉家名義だった当時の私設神社遺跡、家紋、文物があった。
錦徳の死後は遺族の間で遺産争いが展開された。
2018年、錦徳の孫である高思博が台南市長選挙出馬を表明した際に、その父でかつて台湾省議会議長や台南県長、立法委員を務めた政治家の高育仁が自宅を報道陣に公開した。
1年後、秀松の子孫が日本から邸宅を訪問し、旧台南合同庁舎をリノベーションした消防史料館の開幕に立ち会った。
2019年6月28日、郷土史研究家の李文雄が高家邸宅の庇が除去されているのことに気づき、建屋が撤去されてしまうのではないかと案じた。
思博によると、建屋は高家の所有だが、それ以外の庭などは権利を有していなかった。建屋は市に文化資産（歴史建築）登録を申請中であり、撤去はあり得ないとしている。
錦徳の遺族間で秀松旧居の財産権を巡って数度の法廷争いがあり、2016年の法院判決で建屋を中心に5分の2は高家に、神社や家紋入りの文物を含む5分の3は錦徳の後妻とその系譜である黄家が相続することになっていた。
黄家は旧住吉邸の後方に自宅を建築し、そこへの通路は共有財産となっていた。
高家は旧住吉邸を歴史建築にする意向を市政府文化局へ申し入れていたが、黄家側は意向を表明していなかった。郷土研究家の李は完全に保存し、『住吉秀松紀念館』とすることを希望していた。
2019年7月7日夕方、台南市文化資産管理処は市民の通報を受けて旧居に駆け付け、翌日には緊急調査を行い、文化資産存続が危ぶまれるとして、邸宅を暫定古蹟に指定した。
その後10月3日に市政府の審議にて旧居は市定古蹟に正式認定された。

### 註釈
1. ↑  現在の中西区忠義路
2. ↑  鈴木辰三著《臺灣民間職員錄》（1919年）によると花園町の消防組の電話番号が343で[4]:39、付近にあった西村商店のものと同じだった[4]:39。
3. ↑  この職位名は1922年（大正11）に「組長」へ改められている[3]:13。
4. ↑  現在の進学国民小学対面に位置し、樹林街二段、南寧街120巷、南寧街、永福路一帯を指す[3]:15。
5. ↑  『台南州管内概況及事務概要』によると、御大典紀念塔（望火樓）が1930年ごろに落成、火の見櫓が出現している[4]:45。当年10月7日発行の『台南市大観』では銅像の写真があることから、5月8日より以前には完成していたと推察できる[4]:47、48。
6. ↑  創業時期は1901年[3]:15[4]:54、1907年[14]、あるいは1908年[2]と諸説ある。
7. ↑  阿緱出張所は台糖屏東総廠（中国語版）前にあり、新楽直吉が責任者だった[4]:54。
8. ↑  財界人の越智寅一が主導し、市内銀行からの融資斡旋などを行っていた。
9. ↑  相続時に日本勧業銀行からの身分照会を示す資料[21]
10. ↑  秀松の義理の孫にあたる天野家を含む[24]。
11. ↑  台南の政治家高思博（中国語版）の祖父[25]。
12. ↑  建築物単位であり、敷地全体を対象にできる古蹟より等級は1つ下。